# Old Boys & Old Girls Club
Old Boys & Old Girls Club – urugwajski wielosekcyjny klub sportowy z siedzibą w Montevideo, najbardziej znany ze swojej sekcji rugby union.
W klubie uprawiane są również hokej na trawie, piłka nożna, tenis, squash, gimnastyka i boks.

## Historia
Old Boys Club został założony 19 kwietnia 1914 roku przez absolwentów założonej w Montevideo w 1908 roku The British Schools, natomiast w 1937 roku absolwentki szkoły założyły Old Girls Club – do połączenia obu doszło w 2005 roku. W tym samym roku klub rozpoczął budowę nowej siedziby, do której przeniósł się w roku 2007.

## Infrastruktura
Siedziba klubu mieści salę balową oraz kantynę, hala sportowa podzielona jest natomiast na dwie sekcje: do uprawiania gimnastyki i boksu, oraz siłownię i boiska do squasha. Na terenie znajdują się również dwa boiska do rugby, boisko piłkarskie, po jednym boisku do hokeja na trawie z nawierzchnią naturalną i sztuczną, dwa korty tenisowe i cztery boiska do koszykówki.

## Rugby union
Historia rugby w klubie rozpoczęła się w 1948 roku, kiedy to członkowie klubu rozegrali towarzyski mecz z zawodnikami Montevideo Cricket Club. Dało to impuls do stworzenia sekcji rugby, która oficjalnie powstała w 1950 roku. W tym samym roku zorganizowano pierwszy turniej, którego inicjatorem był Carlos E. Cat – retrospektywnie uznany za pierwsze mistrzostwa kraju. Wzięły w niej udział prócz zwycięskich Old Boys także Montevideo Cricket Club, Colonia Rugby oraz dwie drużyny Carrasco Polo Club. Od roku 1951 po oficjalnym utworzeniu Unión de Rugby del Uruguay klub przystąpił do rozgrywek o mistrzostwo Urugwaju, w których odtąd nieprzerwanie uczestniczy. Kolejny sukces nastąpił w 1952 roku, a największa dominacja Old Boys miała miejsce w latach sześćdziesiątych. Udając się w 1980 roku na tournée do Południowej Afryki zostali pierwszą urugwajską drużyną, która zagrała poza kontynentem amerykańskim, po niej zaś nastąpiły wyprawy do USA oraz na Wyspy Brytyjskie, a także występy z sukcesami w Punta Del Este Sevens. Na Pucharach Świata drużyna Los Teros zawierała trzech graczy Old Boys w 1999 i sześciu w 2003. Ostatni sukces na arenie krajowej nastąpił w 2010 roku, lecz drużyny juniorskie regularnie zdobywają tytuły mistrzów kraju.

### Sukcesy
Mistrzostwo Urugwaju (15): 1950, 1952, 1956, 1957, 1959, 1962, 1963, 1964, 1965, 1967, 1968, 1969, 1975, 2010, 2013.

## Pozostałe sporty

### Squash
Old Boys wprowadził squasha do Urugwaju budując pierwsze w kraju boiska do uprawiania tego sportu w 1930 roku.

### Hokej na trawie
Klub posiada jedynie żeńską sekcję hokeja na trawie, składającą się z czterech drużyn seniorskich i juniorskich.

### Piłka nożna
Sekcja piłki nożnej powstała w siedemdziesięciolecie istnienia klubu. Składa się ona z czterech drużyn – weteranów, seniorów, U-20 i U-18.